# Manu Morlanes
Manuel „Manu“ Morlanes Ariño (* 12. Januar 1999 in Saragossa) ist ein spanischer Fußballspieler. Er steht aktuell bei RCD Mallorca unter Vertrag.

## Karriere

### Verein
Morlanes wechselte 2012 von seinem Heimatverein Real Saragossa an die Jugendakademie des FC Villarreal. Dort debütierte er für die dritte Mannschaft in der Saison 2015/16 in der Tercera División.
Ab der Saison 2016/17 wurde Morlanes in der zweiten Mannschaft von Villarreal eingesetzt. Er absolvierte sein erstes Spiel am 3. September 2016 bei der 2:3-Niederlage seines Teams gegen die zweite Mannschaft des FC Barcelona. Aufgrund einer im Dezember 2016 erlittenen Knieverletzung konnte Morlanes monatelang kein Spiel bestreiten. Er kehrte im September 2017 beim 0:0 gegen UE Llagostera in die Mannschaft zurück.
Sein erstes Spiel für die erste Mannschaft bestritt Morlanes am 8. Dezember 2017 bei der 0:1-Niederlage gegen Maccabi Tel Aviv im letzten Spiel der Gruppenphase der UEFA Europa League 2017/18.
Am 13. Juni 2017 verlängerte er seinen Vertrag bis 2023.
Es folgte sein Debüt in der höchsten Spielklasse am ersten Spieltag der Saison 2018/19 im Spiel gegen Real Sociedad San Sebastián. Im September 2020 wurde Morlanes in die Segunda División an UD Almería ausgeliehen.
Nachdem Morlanes am 16. August 2021 einen neuen Vertrag bei Villarreal mit einer Laufzeit bis 2026 unterzeichnet hatte, wurde er für die Saison 2021/22 an den Ligakonkurrenten Espanyol Barcelona verliehen.
Zur Saison 2022/23 kehrte er zu Villarreal zurück. Ende Januar 2023 wurde er bis zum Saisonende mit Kaufoption an RCD Mallorca verliehen. Im Sommer 2023 zog Mallorca die Kaufoption und Morlanes wechselte fest zu RCD Mallorca.

### Nationalmannschaft
Morlanes wurde mehrfach in die U-16, U-17- und U-19-Jugendnationalmannschaft Spaniens berufen. Er nahm an der U-17-Fußball-Europameisterschaft 2016 in Aserbaidschan teil und zog mit seinem Team in das Finale gegen Portugal ein. Dort verschoss er als einziger Schütze des Elfmeterschießens den entscheidenden letzten spanischen Strafstoß. Dennoch wurde er zum Abschluss des Wettbewerbs in die Mannschaft des Turniers gewählt.